# Marion Brunet

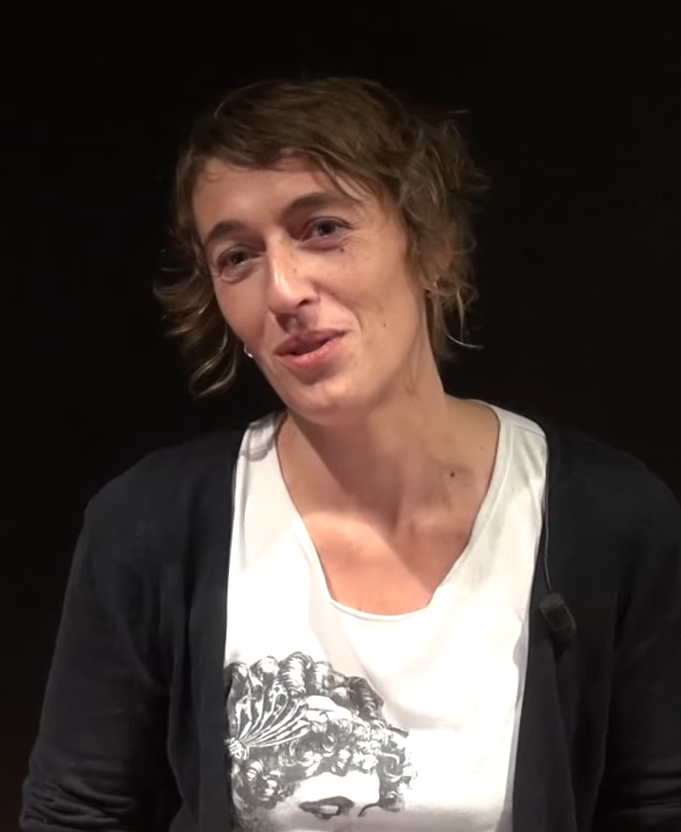
Marion Brunet (2015)

Marion Brunet (* 1976 im Département Vaucluse) ist eine französische Autorin von Kriminalromanen und Kinder- und Jugendliteratur. 2025 wurde sie mit dem Astrid-Lindgren-Gedächtnis-Preis ausgezeichnet.

## Leben und Werk
Marion Brunet wurde als Tochter von Sonderpädagogen nach eigener Aussage „eine humanistische Sicht der Gesellschaft in die Wiege gelegt“. Sie studierte Literaturwissenschaft an der Universität der Provence Aix-Marseille I und arbeitete zeitweise ebenfalls als Sonderpädagogin. Außerdem war sie in einer Tagesklinik für Jugendliche tätig.
Als Autorin debütierte sie 2013 mit dem Jugendroman Frangine. Er erzählt von einem Geschwisterpaar, dessen zwei Mütter ihre Kinder per künstlicher Befruchtung bekommen haben. Der Roman thematisiert unter anderem Homophobie. In der Folgezeit veröffentlichte Brunet zahlreiche weitere Bücher, vor allem für Jugendliche. Sie behandeln soziale Probleme und Gewalt, aber auch die Klimakrise und Zukunftsängste junger Menschen. Ihr Jugendroman Ilos (2024), der als erster Band einer Trilogie angekündigt wurde, spielt in der nahen Zukunft, im Jahr 2052, in Marseille. Der Roman verbindet einen „atemlosen Thriller mit einer packenden Dystopie“ und handelt vom Überlebenskampf eines Jugendlichen in einer Stadt, die zu großen Teilen unter Wasser steht.
2025 wurde Brunet der Astrid-Lindgren-Gedächtnis-Preis, die weltweit höchstdotierte Auszeichnung für Kinder- und Jugendliteratur, zuerkannt. In der Laudatio der Jury hieß es unter anderem: „[In ihrer] Prosa werden junge Menschen porträtiert, die sich gegen eine korrupte Gesellschaft auflehnen. Die dunklen und gewalttätigen Seiten unserer Welt werden in Brunets zeitgemäßen Erzählungen erkundet, die durch ihre Verbindungen zu Mythen und Folklore zeitlos sind. Und die Gegenkräfte finden sich in Freundschaft, Solidarität und der Schönheit der Natur“.
Marion Brunets Bücher sind ins Englische, Spanische, Katalanische und Russische übersetzt. Sie lebt in Marseille.

## Auszeichnungen (Auswahl)
- 2014: Prix A-Fictionados für Frangine
- 2015: Prix Ados en colère für Frangine
- 2017: Prix UNICEF de littérature jeunesse (15-18 ans) für Frangine
- 2018: Grand prix de littérature policière für L’Été circulaire
- 2024: Prix littéraire du Barreau de Marseille für Nos armes
- 2025: Astrid-Lindgren-Gedächtnis-Preis

## Werke (Auswahl)
- 2013: Frangine. Éditions Sarbacane, Paris 2013, ISBN 978-2-84865-597-0.
- 2014: La Gueule du loup. Éditions Sarbacane, Paris 2014, ISBN 978-2-84865-709-7.
- 2014: L’Ogre au pull vert moutarde. Éditions Sarbacane, Paris 2014, ISBN 978-2-84865-683-0.
- 2015: L’Ogre au pull rose griotte. Éditions Sarbacane, Paris 2015, ISBN 978-2-84865-767-7.
- 2016: Dans le désordre. Éditions Sarbacane, Paris 2016, ISBN 978-2-84865-820-9.
- 2016: L’Ogre à poil(s). Éditions Sarbacane, Paris 2016, ISBN 978-2-84865-871-1.
- 2018: L’Été circulaire. Éditions Albin Michel, Paris 2018, ISBN 978-2-226-39891-8.
- 2020: Vanda. Éditions Albin Michel, Paris 2020, ISBN 978-2-226-44957-3.
- 2021: Plein gris. Pocket jeunesse PKJ, Paris 2021, ISBN 978-2-266-30570-9.
- 2024: Nos armes. Éditions Albin Michel, Paris 2024, ISBN 978-2-226-47100-0.
- 2024: Ilos. Band 1. Pocket jeunesse PKJ, Paris 2024, ISBN 978-2-266-33870-7.
- 2024: Ilos. Band 2. Pocket jeunesse PKJ, Paris 2024, ISBN 978-2-266-34573-6.